# Глыбин, Фёдор Фёдорович
Фёдор Фёдорович Глыбин (16 августа 1911, д. Мячиково Фуниково-Горская волость, Покровский уезд (Владимирская губерния) (ныне Петушинский район Владимирская область) — 16 сентября 1985) — советский государственной, политический и общественный деятель. Председатель исполкома Шатурского городского Совета депутатов трудящихся (1959—1963). Почётный гражданин Шатурского района (1999).

## Биография
Родился в бедной крестьянской семье. Рано осиротел. Работал с детских лет. Окончил семилетнюю школу в г. Покров. В 1927—1930 годах учился в Покровском педагогическом техникуме. По направлению районного отдела народного образования год учительствовал в д. Каменцы. Позже был направлен на курсы учителей для работы со старшеклассниками. По окончании курсов получил право преподавать историю и обществознание. Направлен в Шатуровскую семилетнюю школу.
В 1937 году вступил в члены ВКП(б). С 1939 по 1948 год заведовал городским отделом народного образования. Одновременно преподавал историю и обществознание и руководил вечерней школой для взрослых.
С 1948 года — на партийной работе. Был заведующим отделом пропаганды и агитации Шатурского горкома КПСС. Закончил партийную школу при ЦК КПСС. Заочно обучался в Московском государственном педагогическом институте им. Ленина.
В 1952 году избран секретарём Шатурского горкома КПСС. В 1959 году стал председателем исполкома Шатурского городского Совета депутатов трудящихся.
В 1963 году избран заместителем председателя исполкома Шатурского городского Совета депутатов трудящихся. С 1965 года до выхода до пенсию — первый заместитель председателя исполкома Шатурского городского Совета депутатов трудящихся.
С 1948 по 1963 годы был членом бюро Шатурского горкома КПСС, с 1939 года — депутат Шатурского городского Совета.

## Награды
- орден Трудового Красного Знамени,
- Орден «Знак Почёта»,
- медаль «За трудовую доблесть»,
- Медаль «За трудовое отличие»,
- медаль «За доблестный труд в Великой Отечественной войне 1941—1945 гг.».
- Почётный гражданин Шатурского района